# António Simões
António José Simões da Costa (* 14. Dezember 1943 in Corroios) ist ein ehemaliger portugiesischer Fußballspieler, der mit der Nationalmannschaft seines Heimatlandes an der Fußball-Weltmeisterschaft 1966 teilnahm.

## Karriere

### Vereinskarriere
António Simões begann seine fußballerische Laufbahn bei Portugals erfolgreichstem Verein, bei SL Benfica aus Lissabon. Der in Corroios, einer Stadt direkt in der Nachbarschaft von Lissabon, geborene Simões spielte bei Benfica von 1961 bis 1975. Während dieser Zeit war er einige Male an kleinere Vereine ausgeliehen, wie zum Beispiel an GD Estoril Praia oder U Tomar, einen unterklassigen Verein. Im Laufe dieser insgesamt vierzehn Jahre, die er mit Unterbrechungen in Lissabon verbrachte, gewann er mit dem Verein einige Titel. In einer Mannschaft mit anderen portugiesischen Stars der damaligen Zeit wie Eusébio, José Augusto oder Mário Coluna spielend, holte sich António Simões zusammen mit Benfica Lissabon zehn portugiesische Meistertitel, den ersten 1963 und den letzten in seinem letzten Jahr bei Benfica, 1975. Ferner wurde fünfmal der portugiesische Pokal, die Taça de Portugal, gewonnen. Auch in Europa war die große Benfica-Mannschaft der frühen Sechzigerjahre erfolgreich. In den Jahren 1961 und 1962 gewann man jeweils den Europapokal der Landesmeister, den wichtigsten Wettbewerb für Clubmannschaften in Europa. Während Simões 1961 noch nicht im Profikader von Benfica stand, war er im Jahr darauf ein elementarer Bestandteil der siegreichen Mannschaft. Auch im Finale im Olympiastadion zu Amsterdam stand er beim 5:3-Sieg gegen Real Madrid in der Startformation.
Als er 1975 Lissabon in Richtung Vereinigte Staaten verließ, schloss er sich den Boston Minutemen an. Bei dem mittlerweile aufgelösten Verein, der damals in der höchsten amerikanischen Fußballliga aktiv war, blieb er anderthalb Jahre und absolvierte 27 Spiele (5 Tore). Danach ging er weiter zu den San José Earthquakes, für die er bis 1977 33 Ligapartien absolvierte. 1979 war er für Dallas Tornado für sechs Spiele nochmals in der NASL aktiv. Danach ließ er seine Karriere im Indoor Soccer ausklingen. Weiterhin arbeitete er später als Trainer bei einigen unterklassigen amerikanischen Vereinen.

### Nationalmannschaft
António Simões kam in seiner Laufbahn zu 46 Einsätzen für die portugiesische Fußballnationalmannschaft. Erstmals nominiert wurde er im Mai 1961 zu einem Länderspiel in São Paulo gegen Brasilien, wo er jedoch nicht eingesetzt wurde. Ein Jahr später kam er dann zu seinem ersten Länderspiel. Im Jahre 1966 wurde er von Portugals Nationaltrainer Otto Glória ins Aufgebot der Portugiesen für die Fußball-Weltmeisterschaft in England berufen. Auf der Insel, wo Portugal erstmals an einem Fußball-Weltchampionat teilnahm, wurde Simões in allen sechs Spielen der Iberer eingesetzt. In diesen sechs Spielen gelang ihm ein Treffer, den er im Vorrundenspiel gegen den amtierenden Weltmeister Brasilien (3:1) zum zwischenzeitlichen 1:0 schoss. Nach der Weltmeisterschaft, bei der Portugal am Ende den dritten Platz belegt hatte, dauerte seine Nationalmannschaftskarriere noch bis ins Jahr 1973, als er gegen Bulgarien sein letztes Länderspiel machte.